# أولبيانا

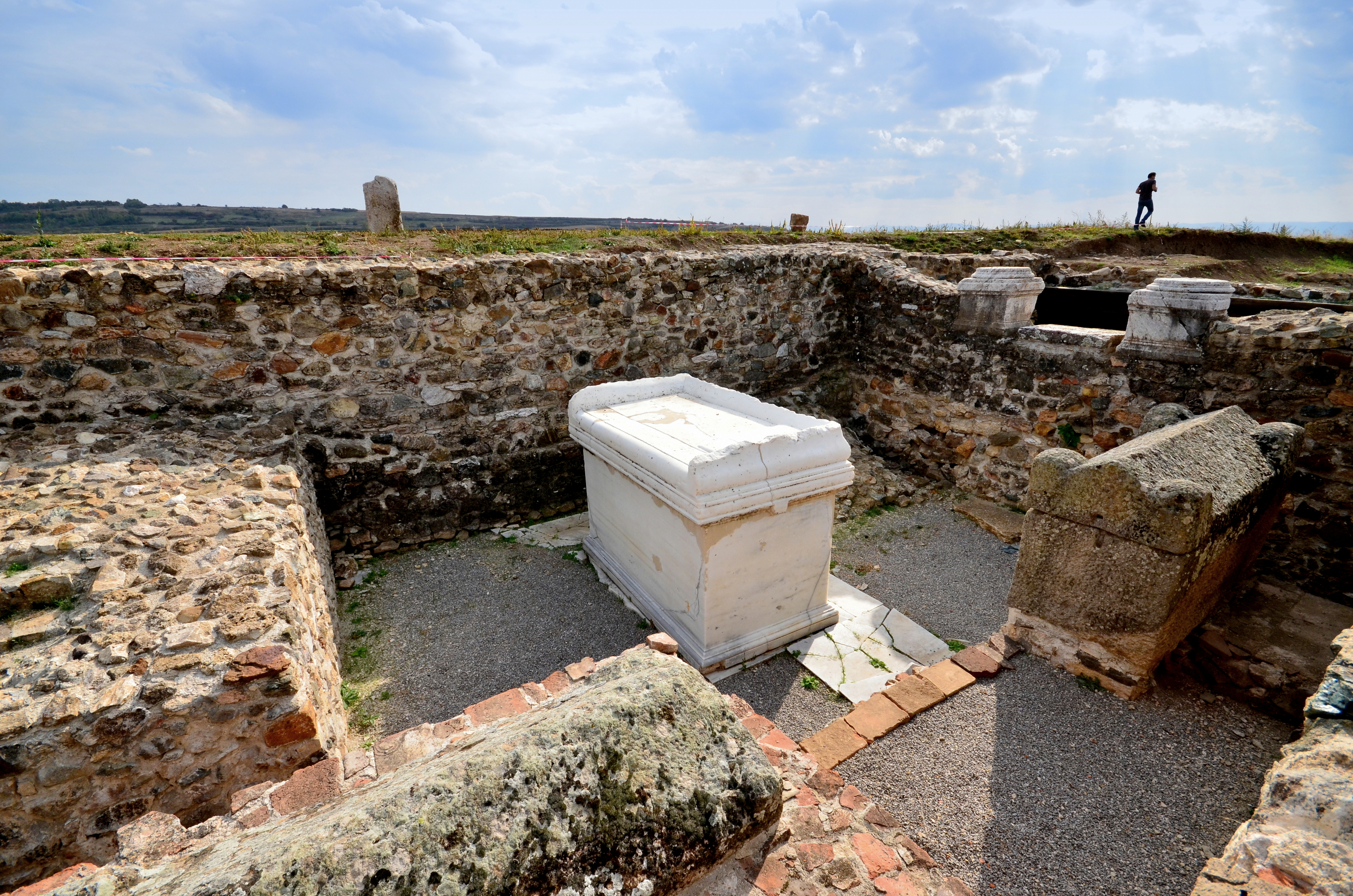
موقع حفريات أولبيانا.

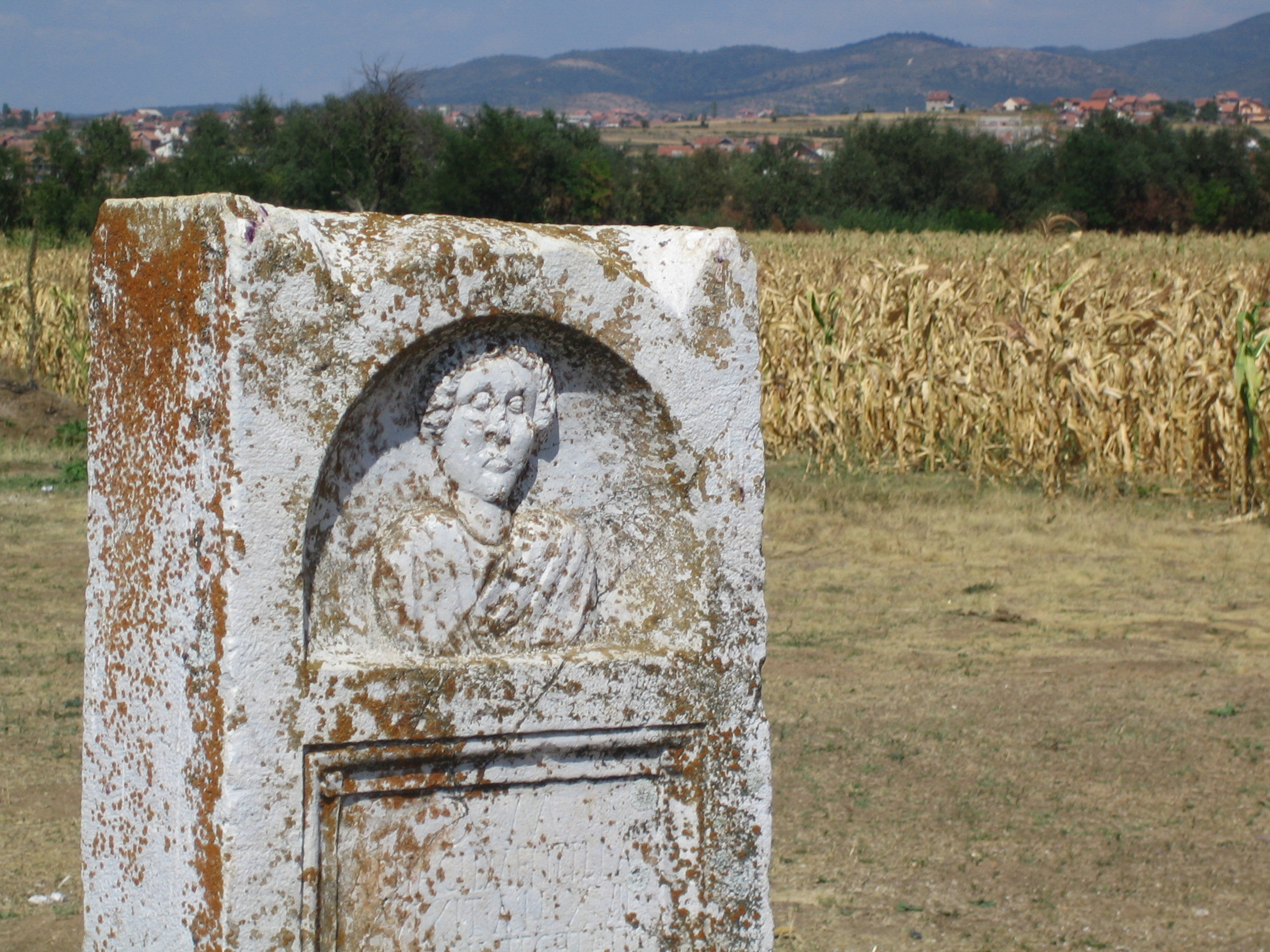
أولبيانا

أولبيانا  هي مدينة رومانية قديمة تقع في ما يُعرف اليوم بدولة كوسوفو. حملت المدينة أيضا اسم جستينيانا سيكوندا (باللاتينية: Iustiniana Secunda)‏. تقع أولبيانا في بلدية ليبليان. في عام 1955، بموجب القرار رقم v. EK21 / 55، أُضيفت أولبيانا إلى قائمة المواقع الأثرية ذات الأهمية الاستثنائية بصربيا.

## الموقع
تقع أُولبيانا في أرض خصبة، بالقرب من الضفة اليسرى لنهر غراتشانيكا، حيث يُوجد منجم قريب يُستخدم منذ العصور الرومانية. لعب هذا المنجم دورًا مهمًا في تطوير المدن المُهمة في مقاطعة داردانيا الرومانية. حاليا، تتواجد بقايا آثار وأطلال المدينة في بلدية لابلاسيلي التي تقع على بُعد حوالي 9 كم جنوب شرق بريشتينا.

## التسمية
وصلت مدينة أولبيانا ذروة نُموها خلال القرنين الثالث والرابع وكانت تُسمى بلدية أولبيانا سبلنديسيما (باللاتينية: Municipum Ulpiana Splendissima). بعد زلزال وقع عام 518 بعد الميلاد، أعطى الإمبراطور جستينيان الأول اسمًا جديدًا للمدينة هُو جستينيانا سيكوندا (باللاتينية: Iustiniana Secunda).

## معرض صور

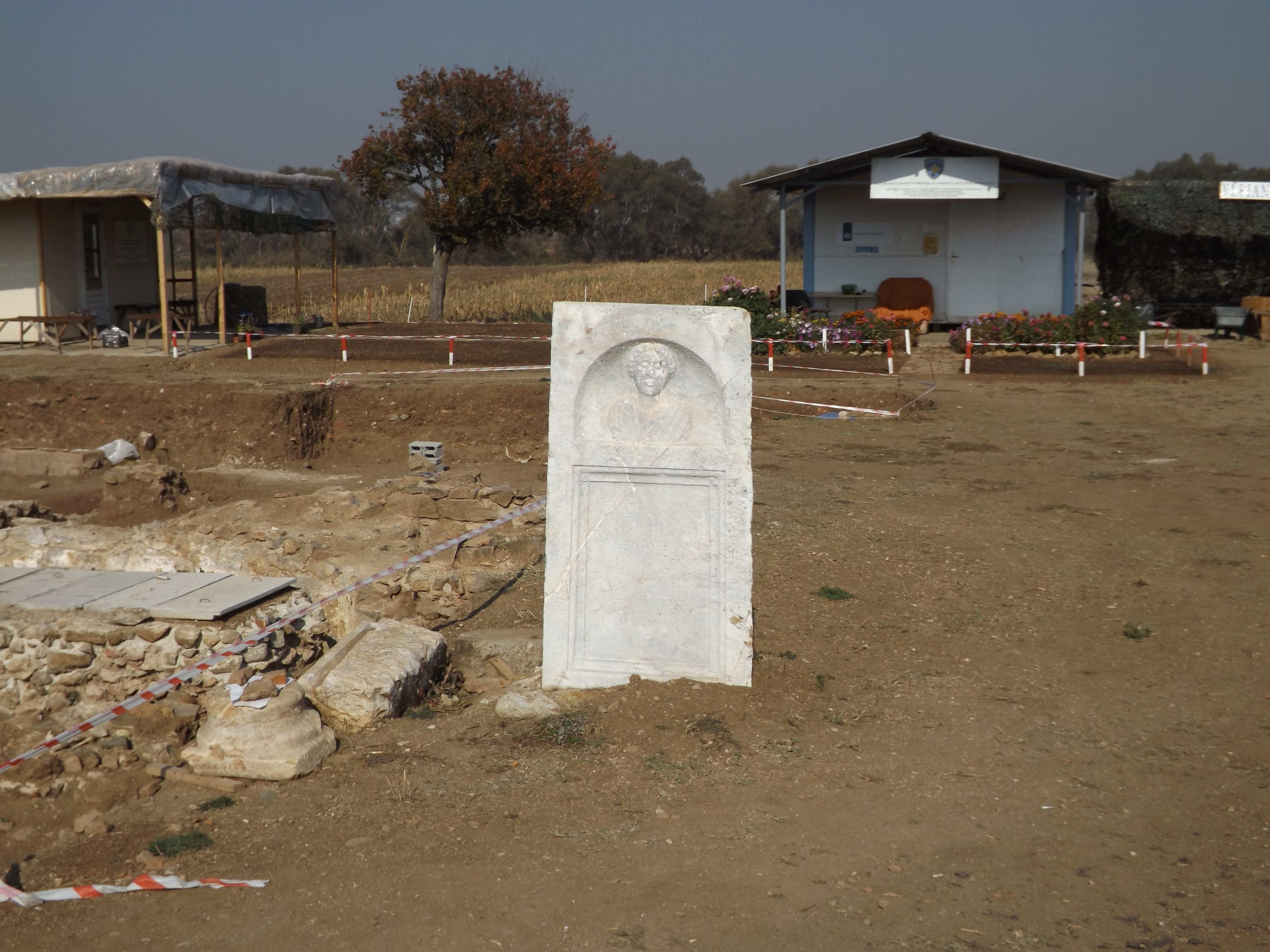
لوحة تعُود للفترة الرومانية في المقابر الشمالية.
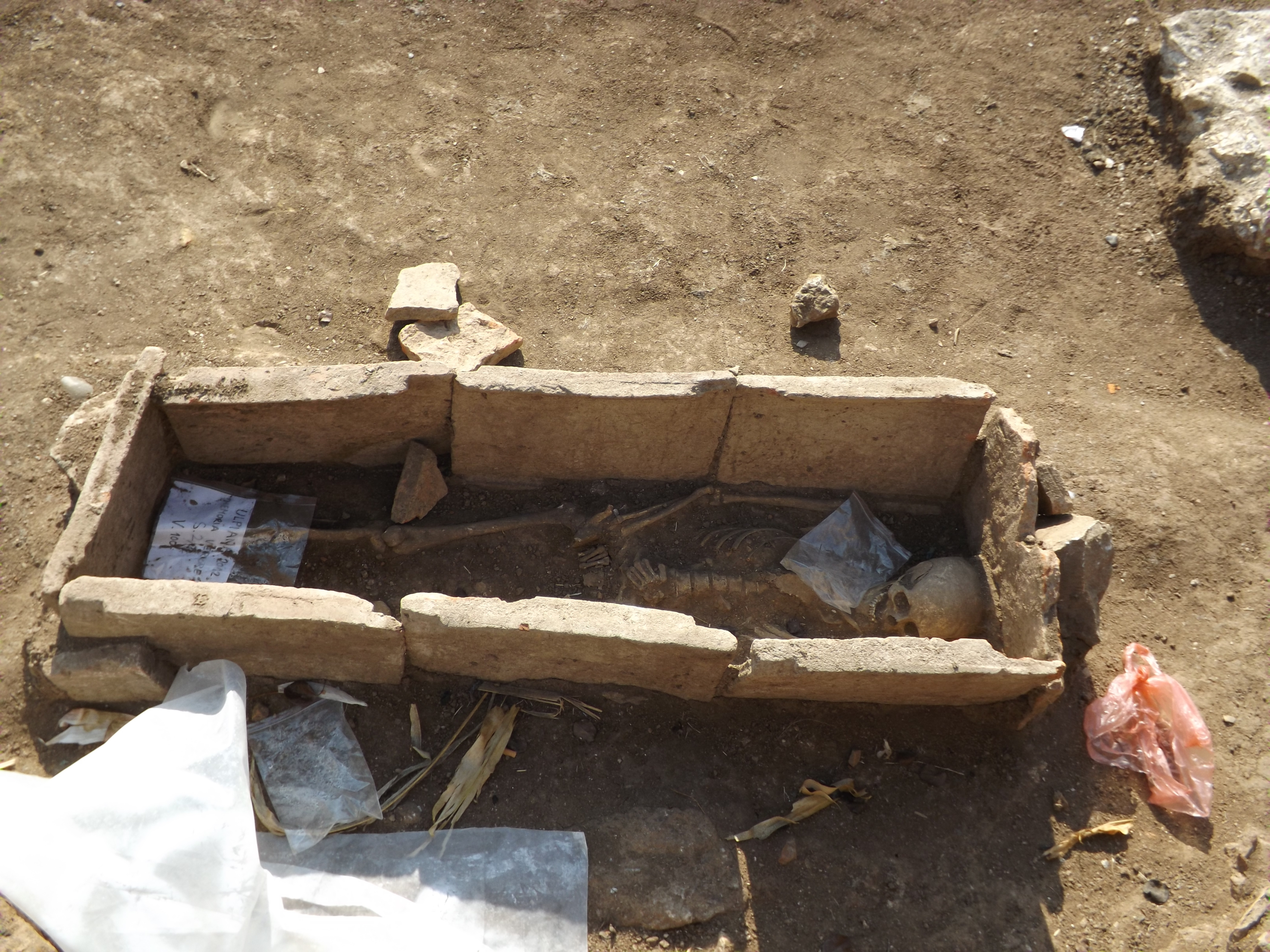
قبر محفور في المقابر الشمالية في أولبيانا.
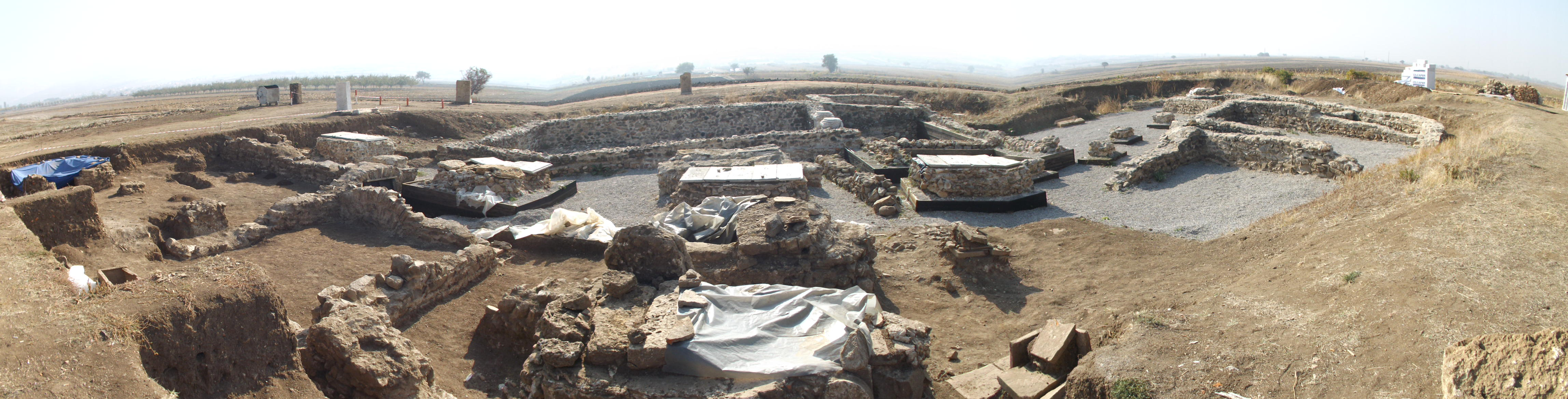
منظر بانورامي للمقابر الشمالية في أولبيانا.
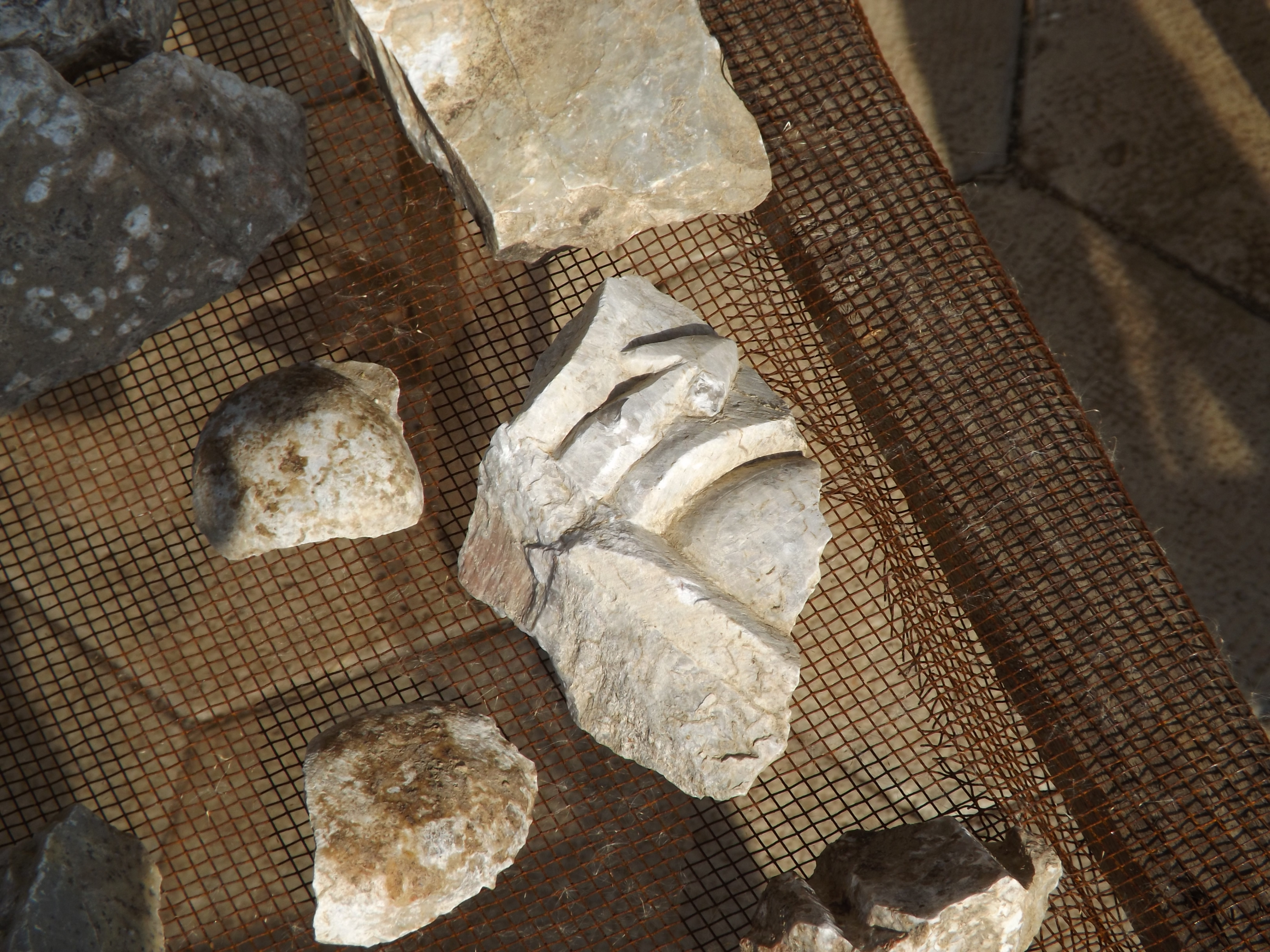
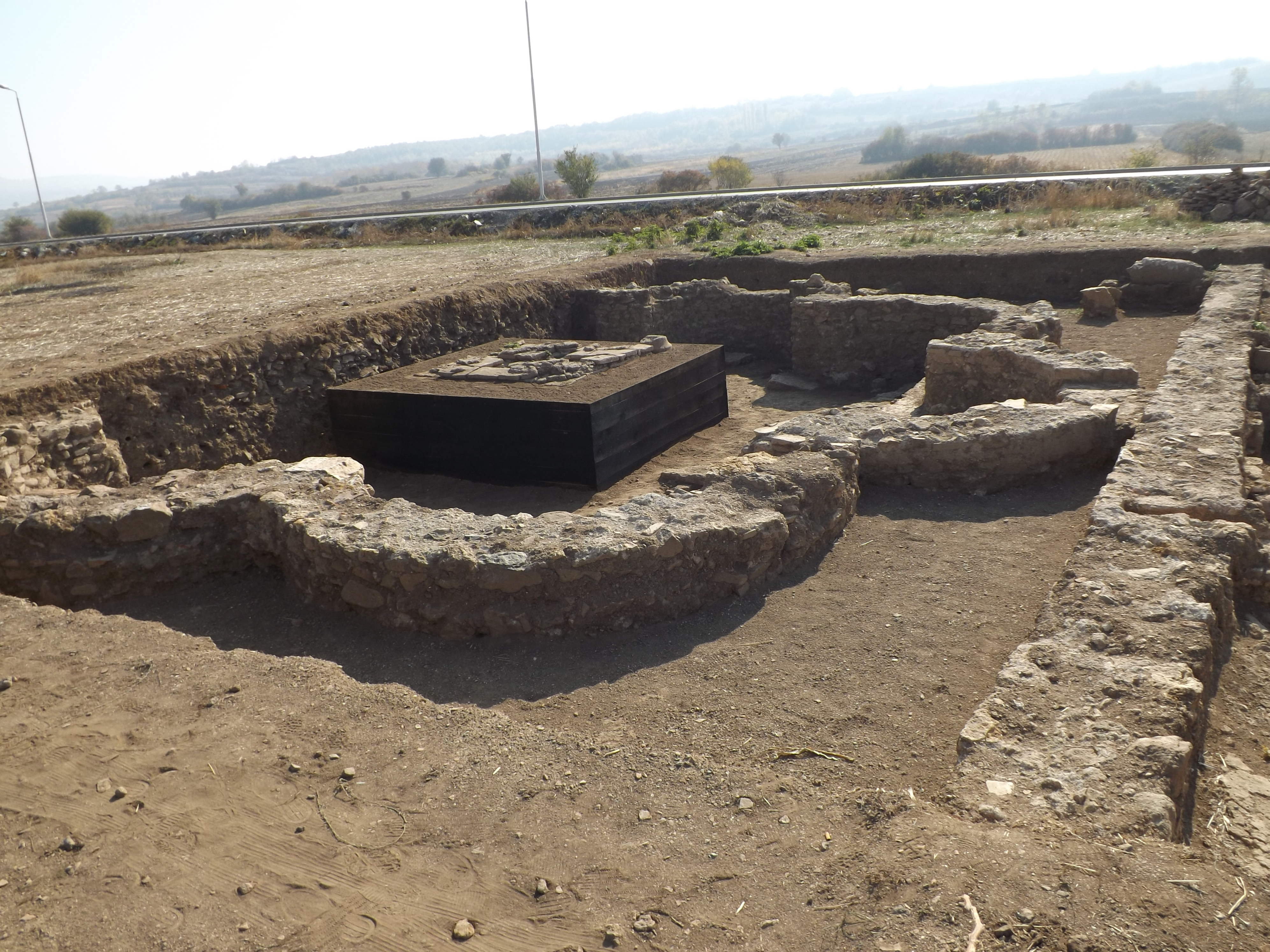
المعمودية، لا تبعُد كثيرا عن الكاتدرائية، ولكنها قريبة إلى كنيسة أخرى لم يتم حفرها بعد.
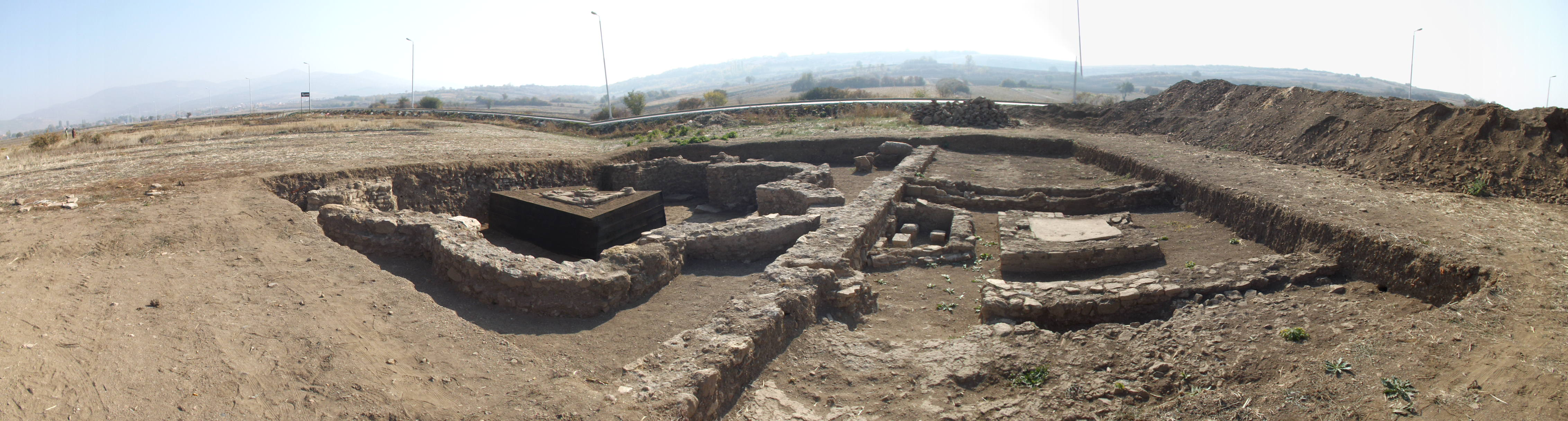
منظر بانورامي للمعمودية.
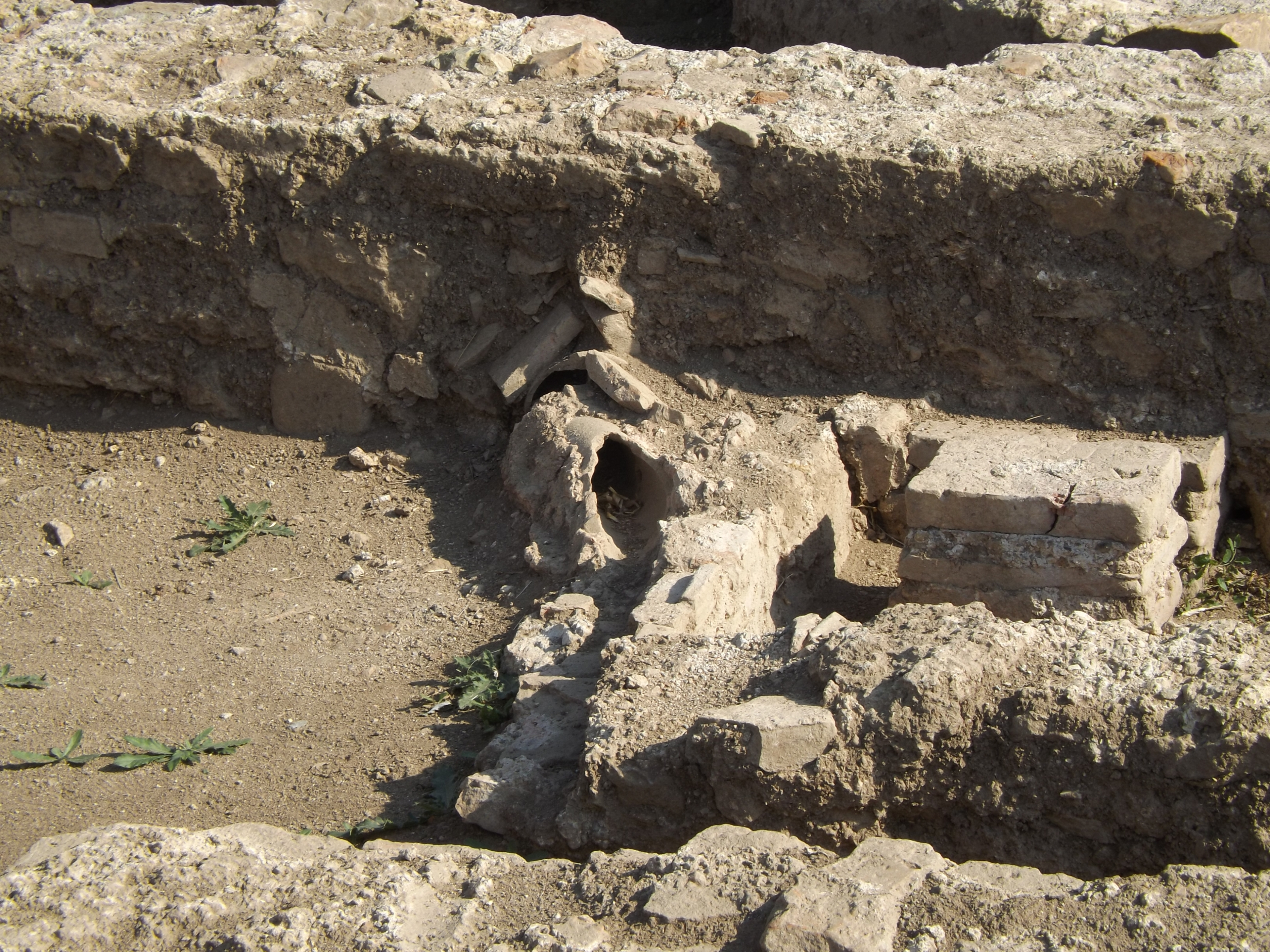
منظر للأنبوب الأيسر الذي كان يجلب الماء إلى المعمودية.
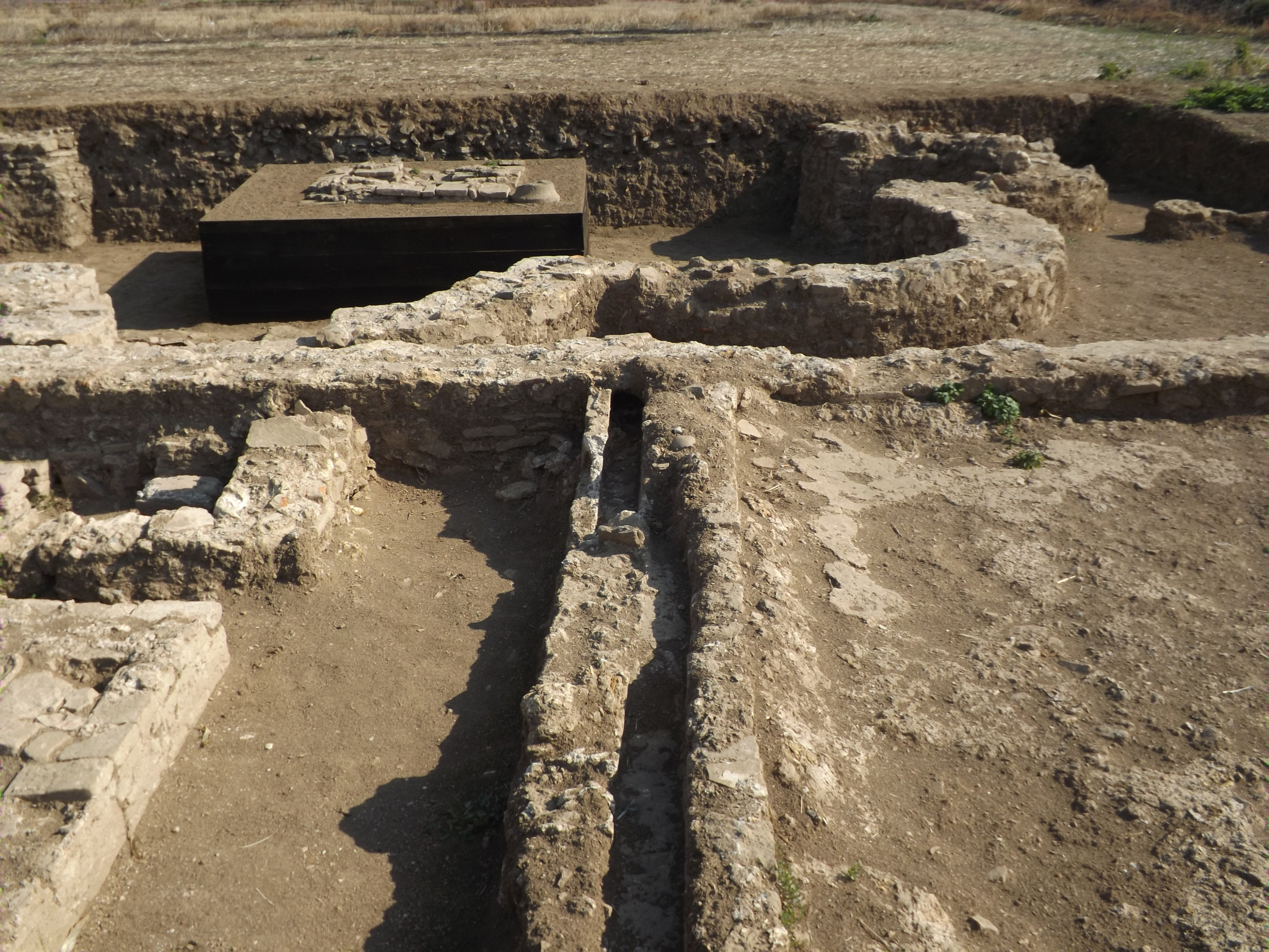
منظر للأنبوب الأيمن الذي كان يجلب الماء إلى المعمودية.
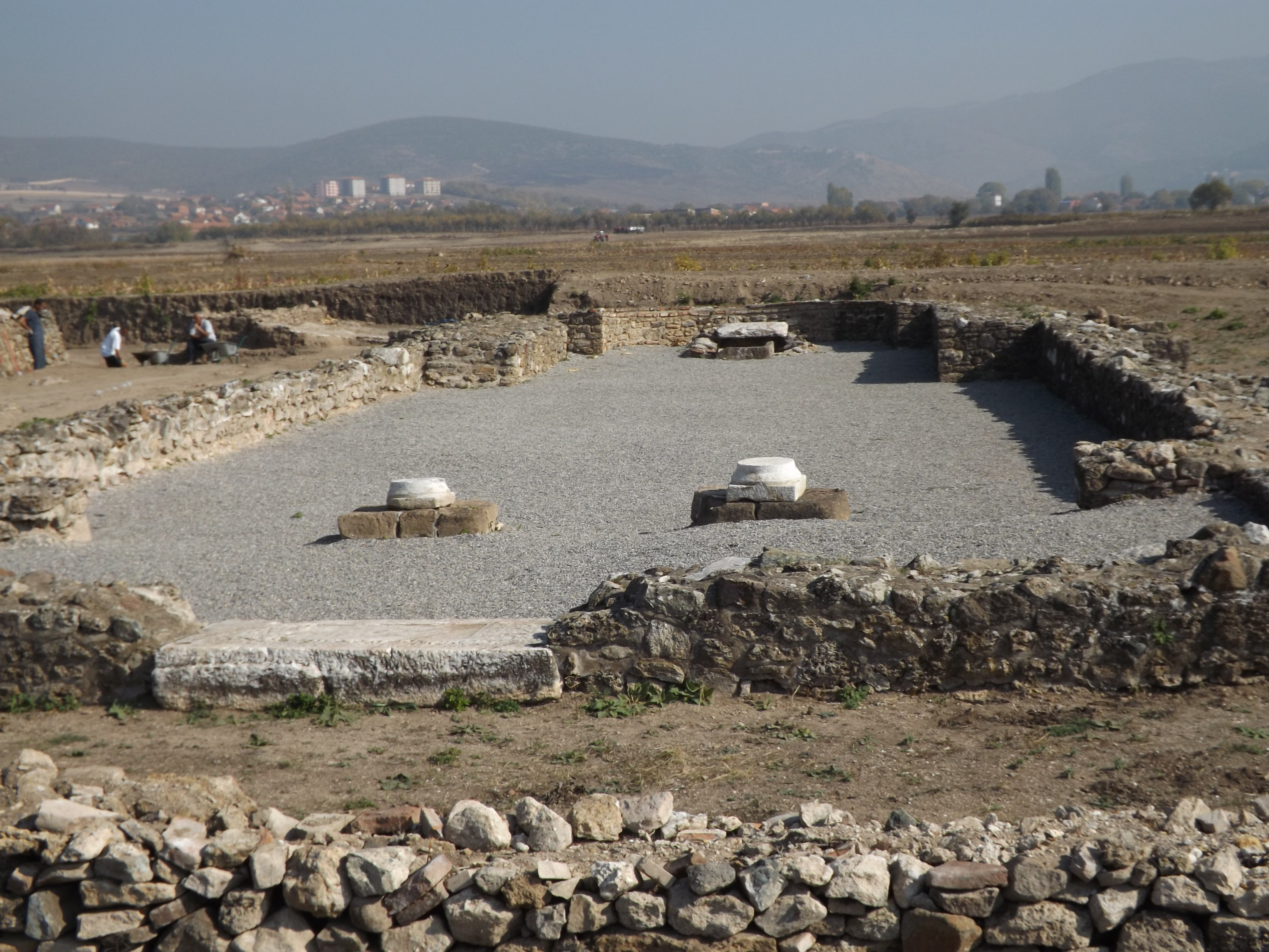
منظر للكاثدرائية من الأمام.
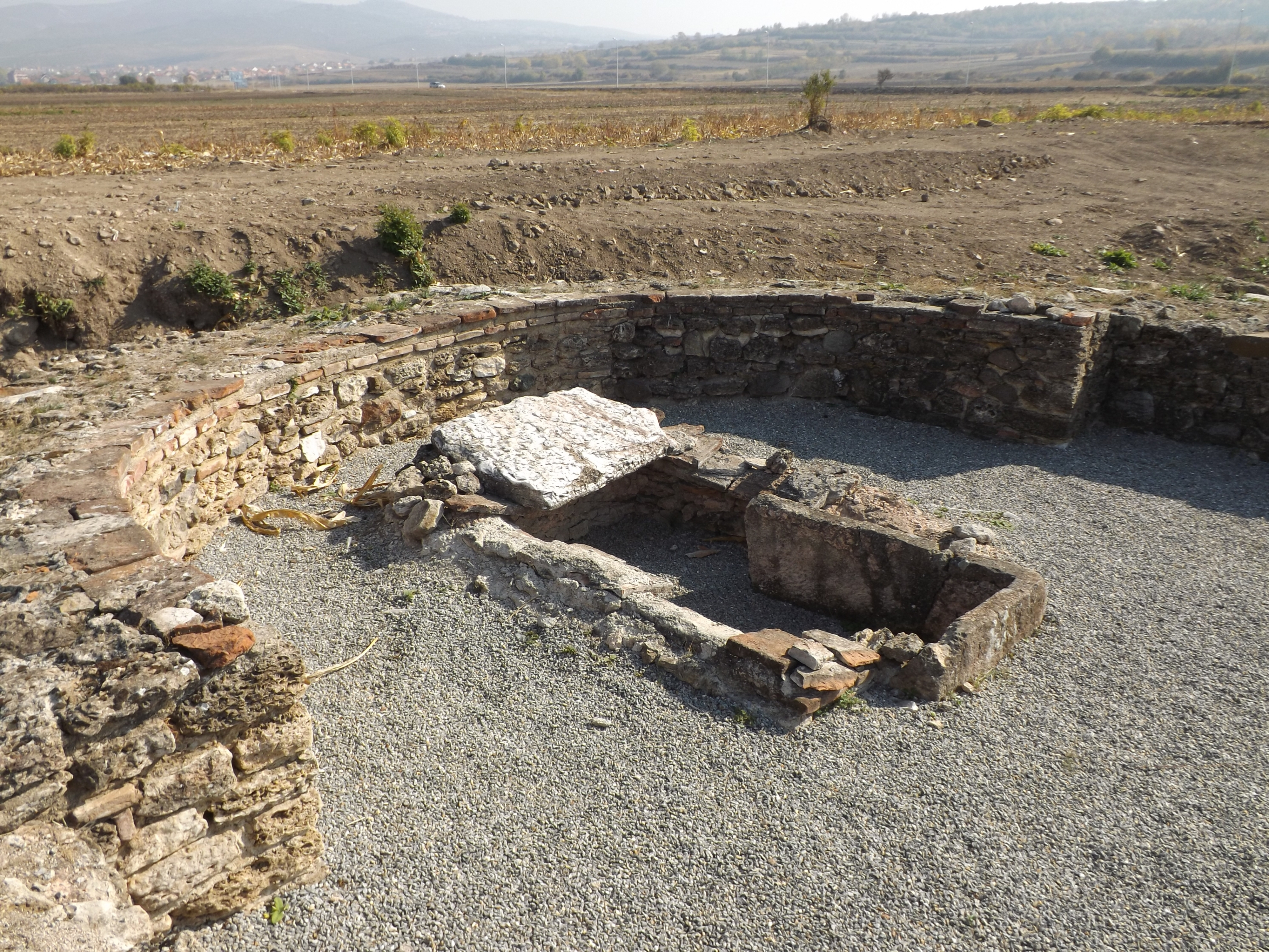
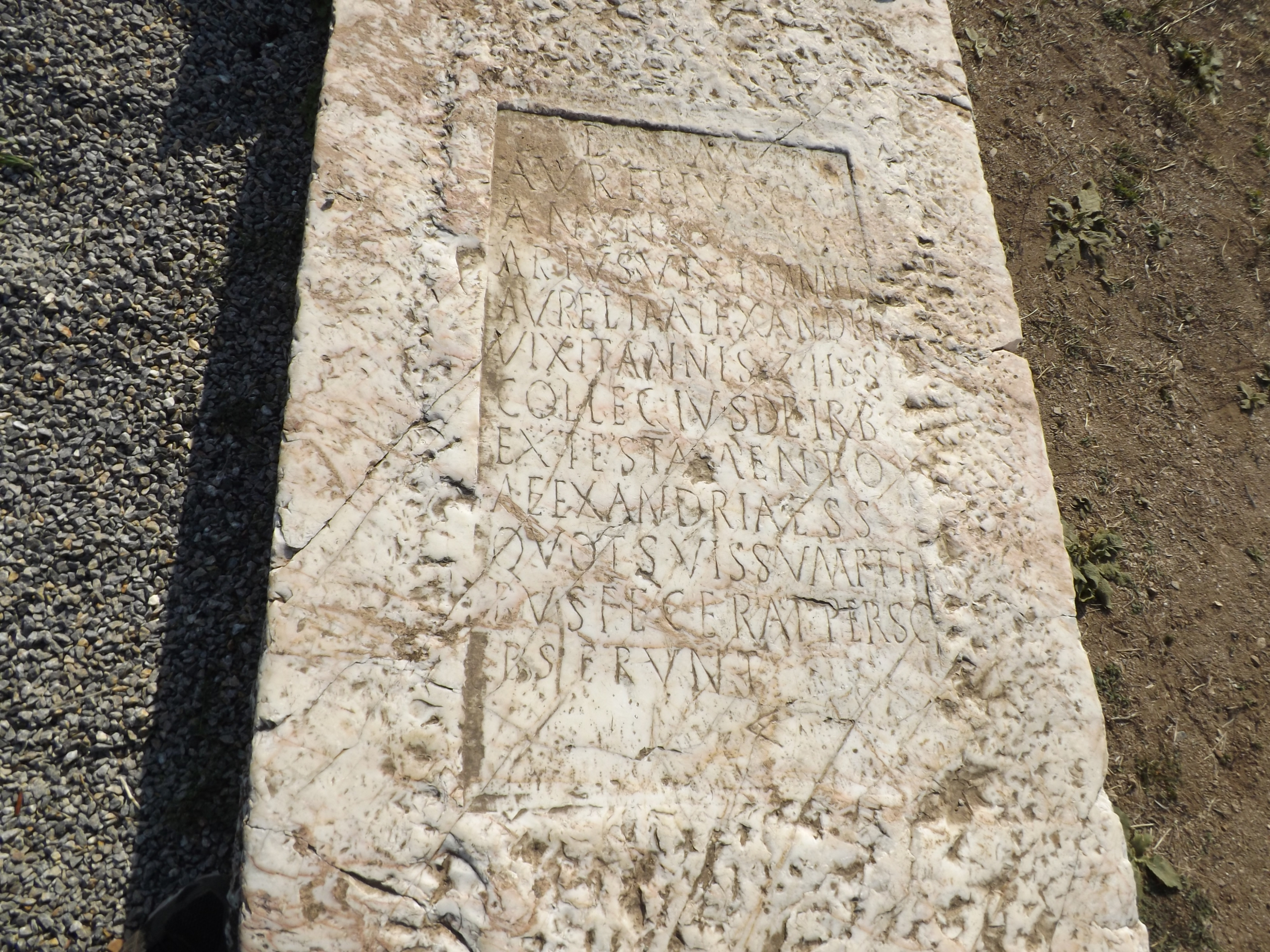
لوحة عند مدخل الكنيسة.
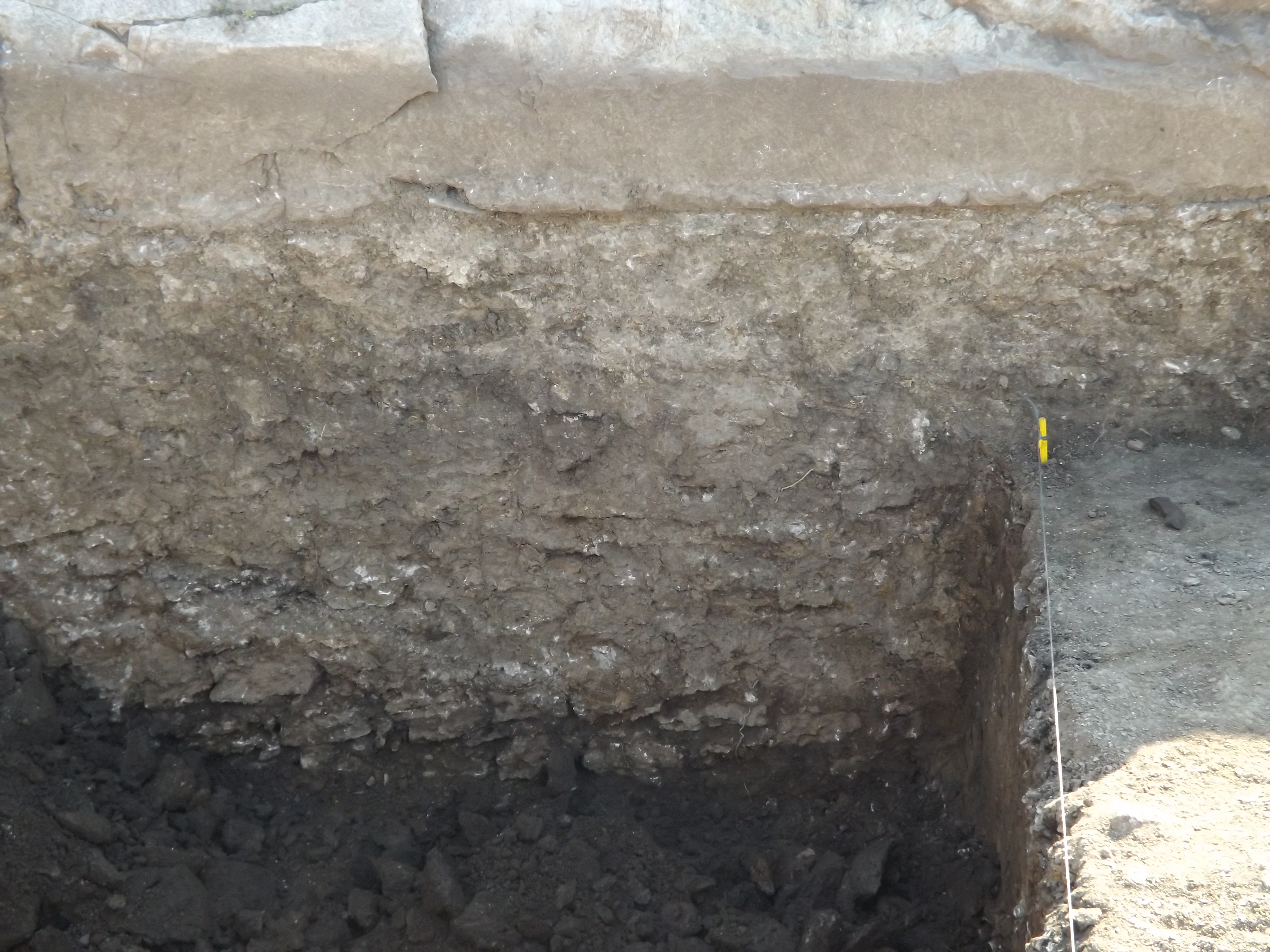
خندق في أولبيانا، والذي يظهر استمرارية الحياة في هذه المدينة من عصور ما قبل التاريخ حتى بعد جستنيان الكبير. لاحظ الطبقات العديدة التي بُنيت فوق بعضها البعض والتي بلغت ذروتها مع الطبقة العليا من الرخام الذي يعود لفترة جستنيان.
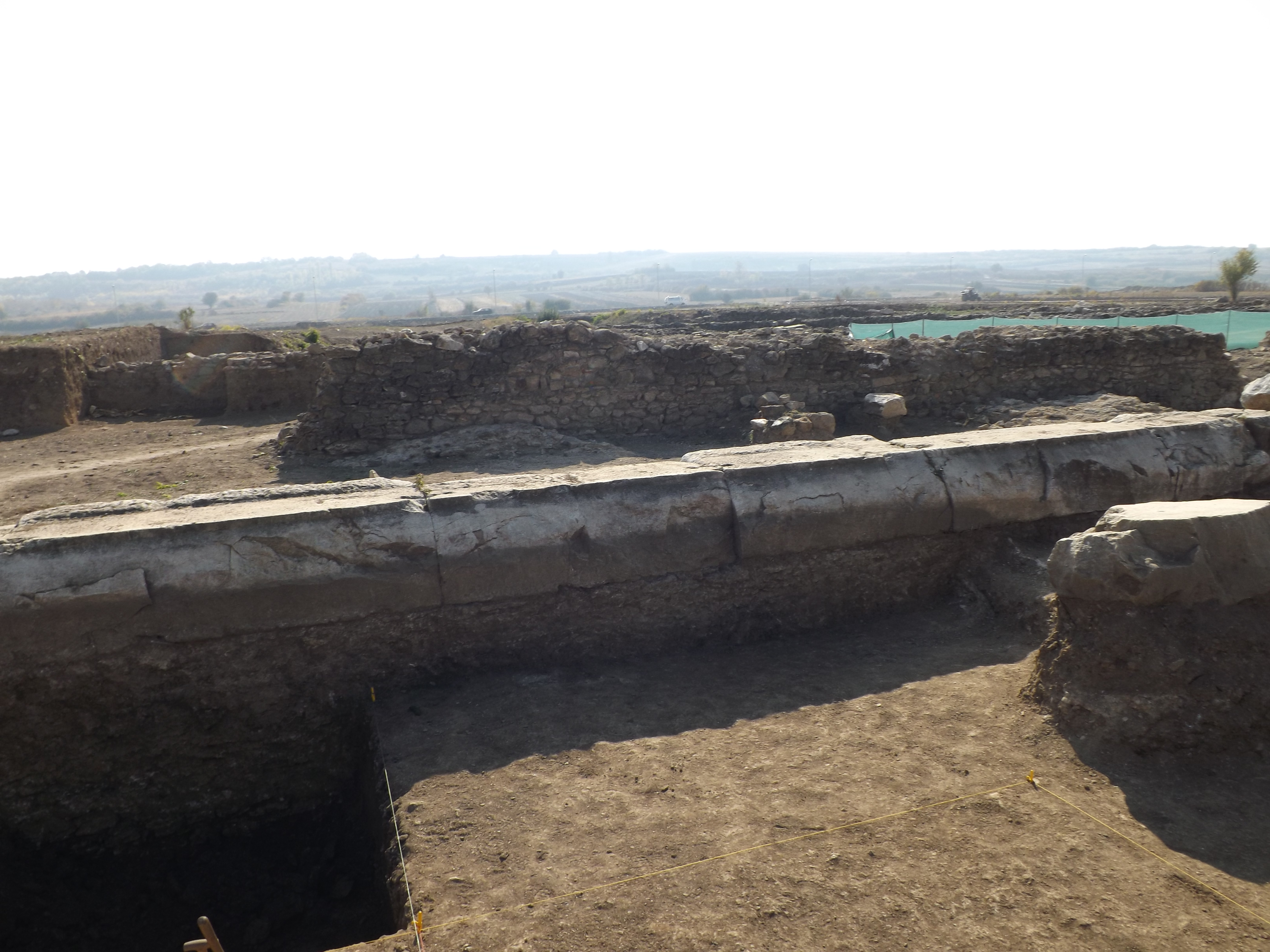
استمرار للجدار الرخامي.
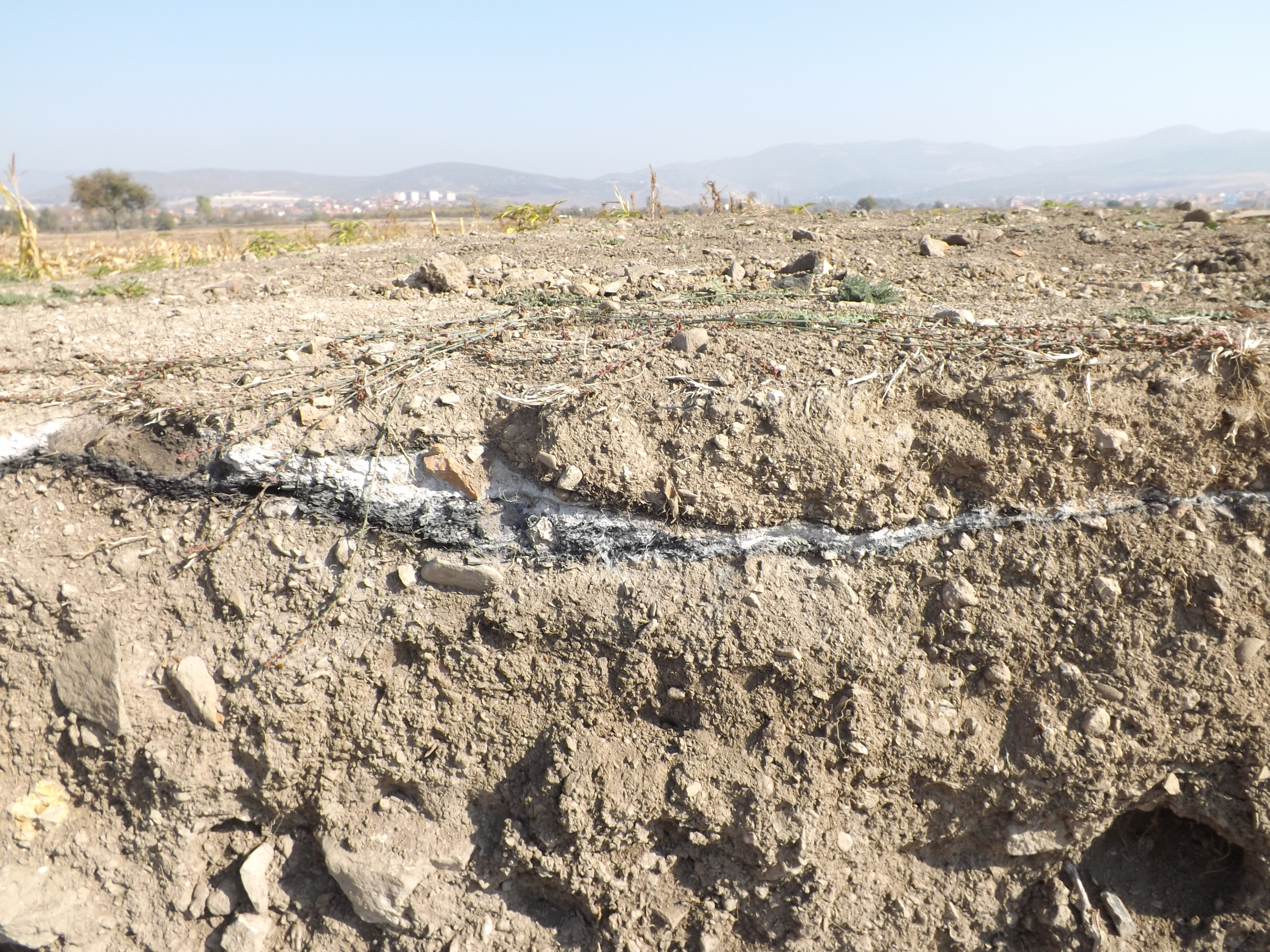
طبقة من الرماد والكربون، هي لآخر مرة أُحرقت فيها المدينة، وتعود للفترة 7−8 م مع مجيء السلاف.
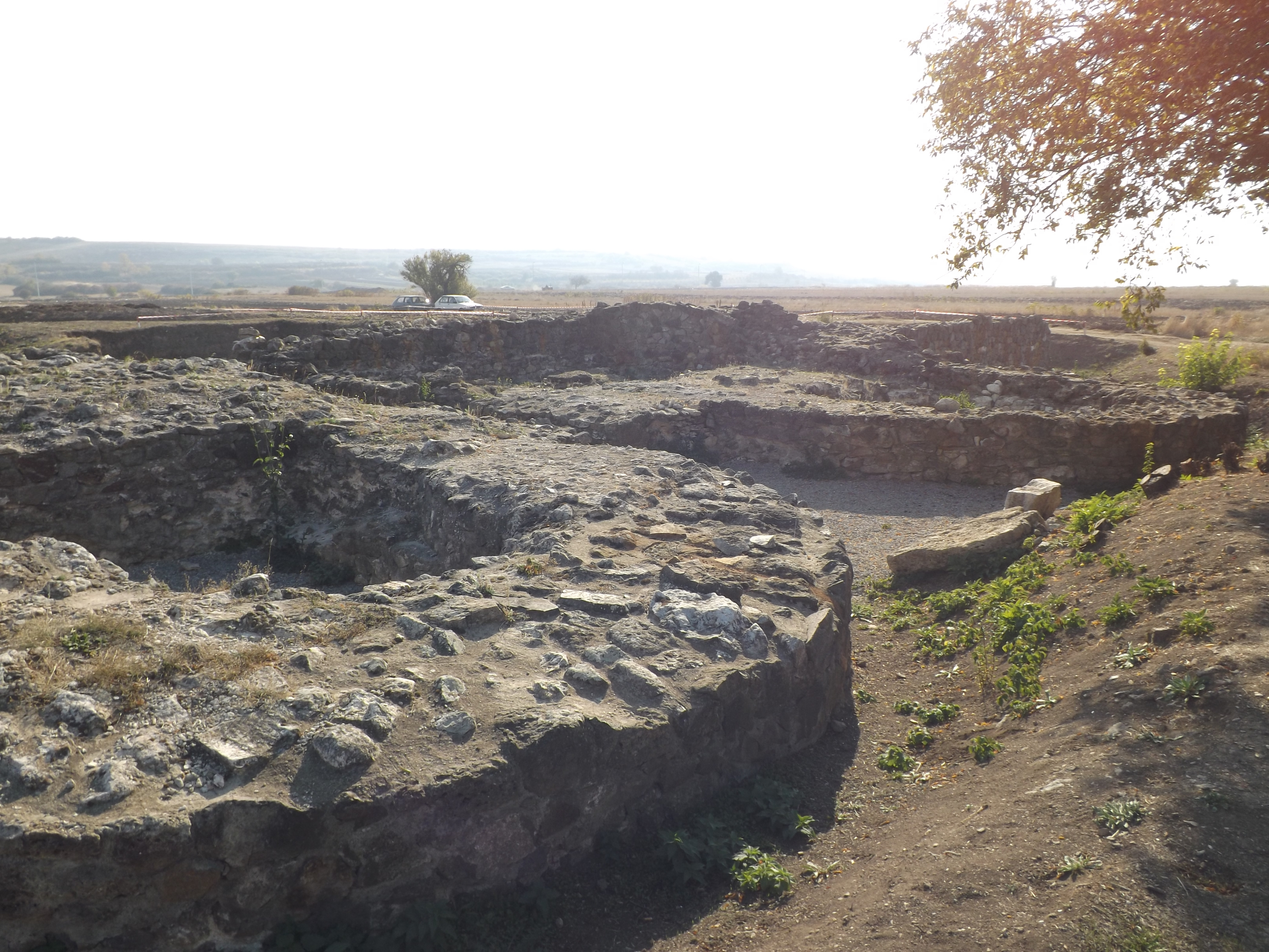
برجي البوابة الشمالية.
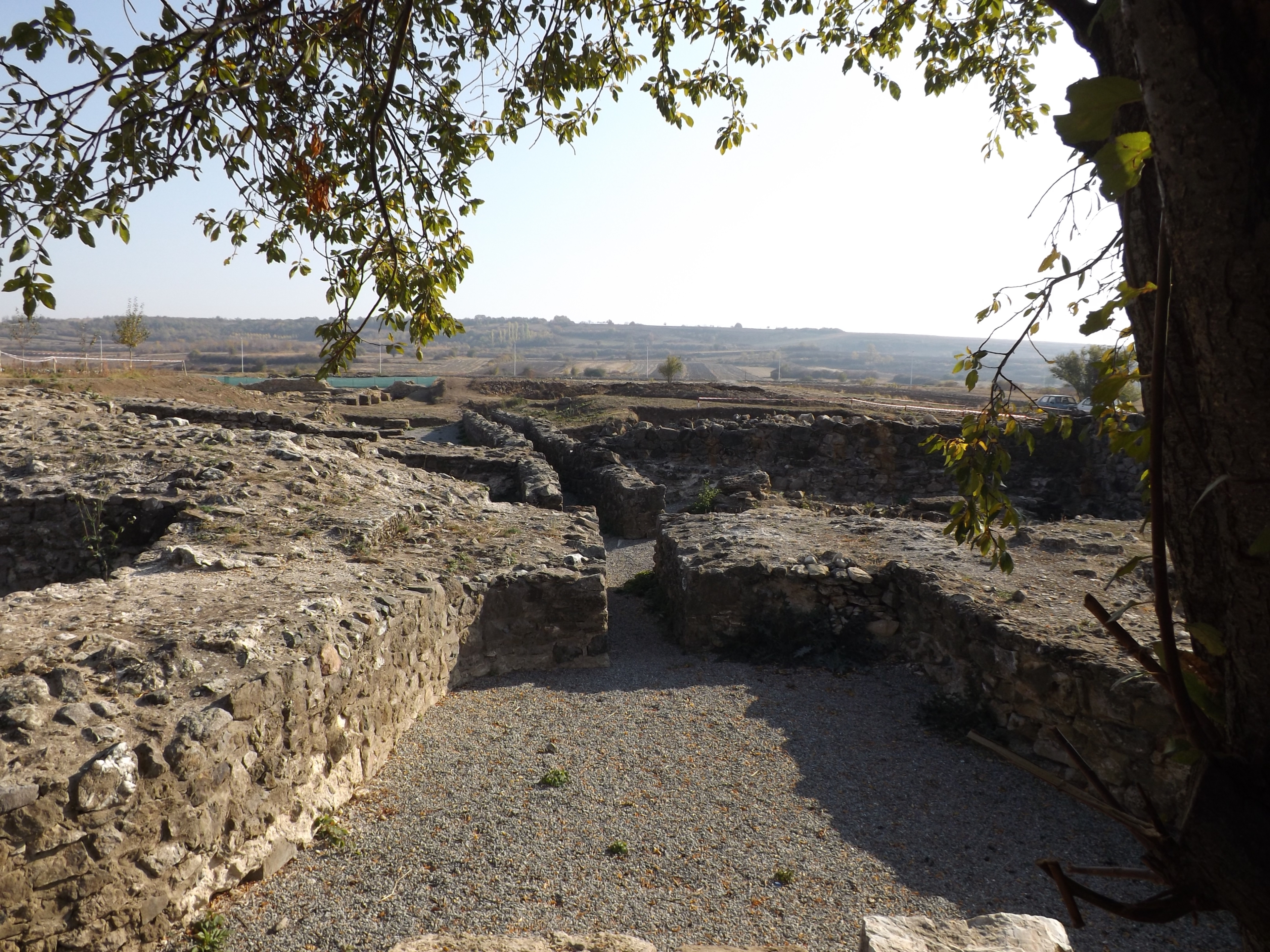
منظر آخر لبرجي البوابة الشمالية مع مدخل البوابة الضيق في المنتصف.